# Russisches Olympisches Komitee

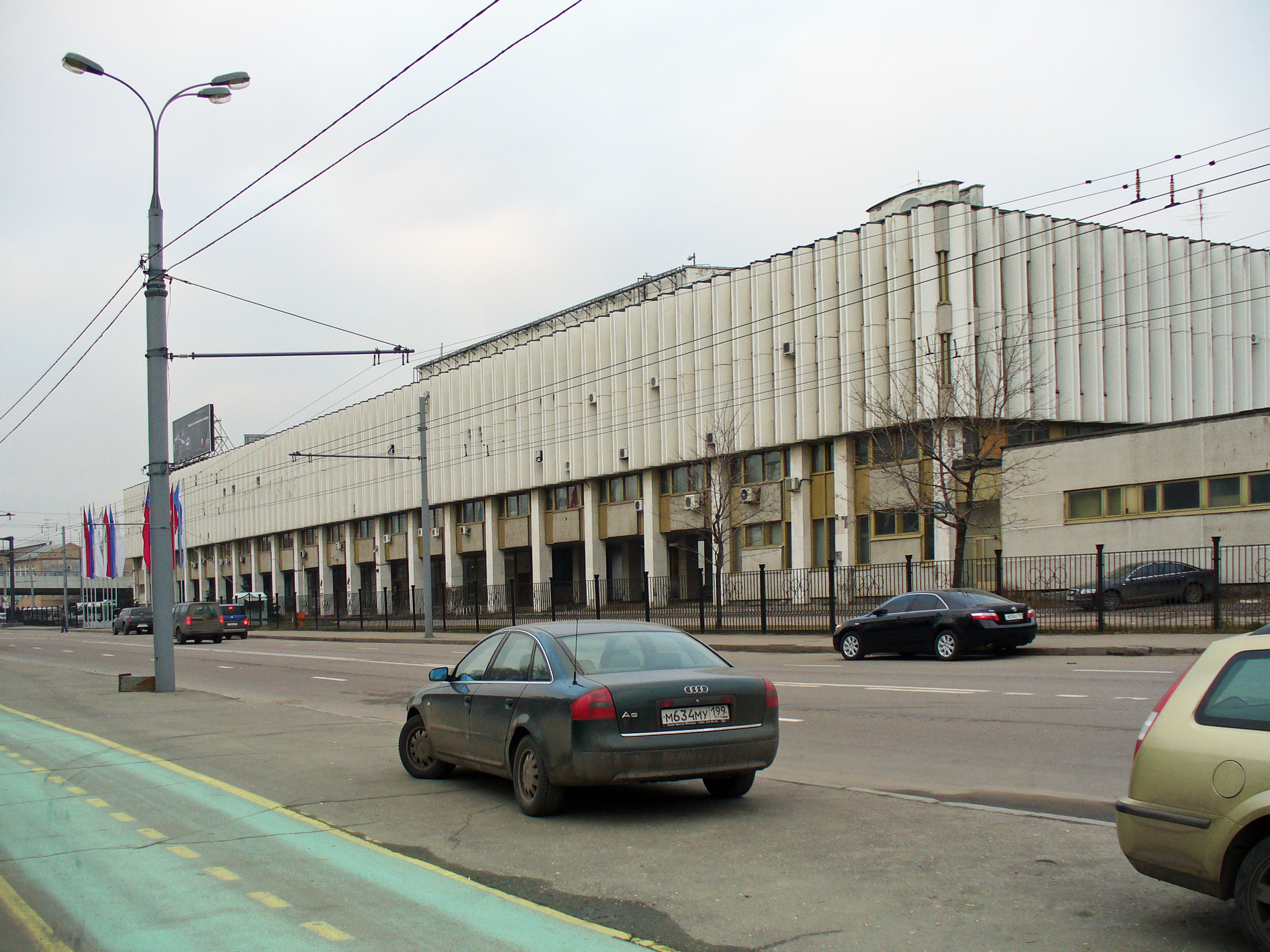
Sitz des NOK Russlands

Das Russische Olympische Komitee (russisch Олимпийский комитет России, wiss. Transliteration Olimpijskij komitet Rossii) ist das Nationale Olympische Komitee (NOK) Russlands, das die Interessen des Landes im Internationalen Olympischen Komitee (IOC) vertritt und die olympische Bewegung auf nationaler Ebene repräsentiert und organisiert. Präsident des Komitees ist seit dem 29. Mai 2018 Stanislaw Posdnjakow.
Das Olimpijski komitet Rossii wurde 1911 gegründet und 1912 in das IOC aufgenommen. Nach Gründung der Sowjetunion wurde das NOK aufgelöst und entstand erst 1951 als Olympisches Komitee der UdSSR wieder. 1992 wurde nach Auflösung der Sowjetunion das Olimpijski komitet Rossii als Vertreter Russlands neu gegründet.

## Dopingskandal in Russland

### Suspendierung durch das IOC
Das Internationale Olympische Komitee suspendierte das russische Komitee am 5. Dezember 2017, wegen dessen Beteiligung am systematischen russischen Staatsdoping vor und während der Olympischen Winterspiele 2014 in Sotschi. Gleichzeitig wurde es unbelasteten Athleten aus Russland ermöglicht, unter der Bezeichnung ‚Olympische Athleten aus Russland‘ (Olympic Athletes from Russia, Kürzel OAR) und mit neutraler Flagge an den Olympischen Winterspielen 2018 teilzunehmen.
Am 28. Februar 2018, drei Tage nach den Spielen in Pyeongchang, hob das IOC die Suspendierung des russischen NOKs wieder auf. Eigentlich war es geplant gewesen, die Sanktionen bereits vor dem Ende der Spiele in Südkorea aufzuheben, aber drei russische Athleten wurden während der Spiele positiv auf Dopingmittel getestet.

### WADA-Ausschluss der russischen Anti-Doping-Agentur RUSADA
In einem einstimmigen Beschluss vom 9. Dezember 2019 folgte das Exekutivkomitee der Empfehlung der unabhängigen Prüfkommission, der russischen Anti-Doping-Agentur RUSADA das Compliance-Zertifikat der Welt-Anti-Doping-Agentur (WADA) für vier Jahre zu entziehen. Ein Jahr zuvor hatte die WADA am 20. September 2018 eine erste Suspendierung der RUSADA unter den Bedingungen aufgehoben, dass der McLaren-Report von Russland anerkannt wird und die russische Regierung die Daten aus dem Labor in Moskau liefert, die zu dem damaligen Zeitpunkt wegen einer nationalen Überprüfung nicht zur Verfügung standen.
Bei der späteren forensischen Überprüfung der Daten stellte die WADA fest, dass im Labor der russischen Anti-Doping-Agentur RUSADA in Moskau hunderte von nachteiligen Analyseergebnissen vertuscht oder geändert worden seien. Somit war es für die WADA bewiesen, dass Russland für systematischen Dopings vor und während der Olympischen Winterspiele 2018 in Pyeongchang verantwortlich war und wurde von der Teilnahme und Ausrichtung sportlicher Großereignisse für vier Jahre ausgeschlossen.

### CAS-Urteil
Wenige Tage später reichte Moskau dagegen Klage beim Internationalen Sportgerichtshof (CAS) in Lausanne ein. Am 17. Dezember 2020 wurde das Urteil verkündet – in dem Russlands Strafe auf zwei Jahre verkürzt wurde.
In der Begründung des Urteils wies der CAS darauf hin, dass man mit dem Urteil die Angemessenheit und insbesondere die Notwendigkeit, den Kulturwandel zu beeinflussen, beachten wolle. Man wolle die nächste Generation der russischen Athleten ermutigen am sauberen Sport teilzunehmen.

### Folgen
Russische Athleten dürfen nicht für Russland bei Sportereignissen teilnehmen, deren Veranstalter den WADA-Code unterzeichnet haben. Darüber hinaus darf Russland keine Sportereignisse in den Sportarten austragen deren Sportverbände den WADA-Code anerkennen.
Russische Sportler bzw. Mannschaften unterliegen strengeren Zulassungsregeln und dürfen unter neutraler Flagge bzw. Hymne an internationalen Sportereignissen teilnehmen, wenn sie belegen können, dass sie regelmäßig unter Kontrolle der WADA stehen und standen.

## „ROC“ als Mannschaft
Am 21. Februar 2021 wurde bekannt, dass unbelastete russische Athleten bei den Olympischen Sommerspielen 2020 in Tokio und bei den Olympischen Winterspielen 2022 in Beijing unter der Bezeichnung Russian Olympic Committee ‚Russisches Olympisches Komitee‘ (Kürzel ROC) teilnehmen werden. 343 russische Athleten nahmen unter dieser Bezeichnung an den Spielen teil – 65 mehr als bei den Olympischen Sommerspielen 2016 in Rio de Janeiro. Als Flagge wird die Flagge des nationalen Russischen Olympischen Komitees benutzt. Anstelle der Nationalhymne wurde das 1. Klavierkonzert von Tschaikowski gespielt.